# Historias clasificadas
Historias clasificadas es una serie de televisión colombiana producida por Televideo para RCN Televisión en 2012. Es un unitario que presenta casos de la vida real donde los protagonistas son precisamente personas comunes que se han visto obligadas a poner un aviso en los clasificados para solucionar sus problemas económicos, sentimentales, laborales o familiares, contados con humor y encanto.

## Sinopsis
Avisos clasificados curiosos, extraños, divertidos y sorprendentes, detrás de cada uno hay una historia para contar.  
Los temas son tan amplios como el tipo de avisos que se pueden encontrar en las páginas de los clasificados de un periódico de publicación nacional o de un tabloide amarillista. Conflictos familiares, problemas de pareja, el rebusque laboral, la obsesión por la belleza, la búsqueda del amor, la ruina económica, los líos legales o la solución mágica a todos los problemas, entre muchos otros temas. De 6 de la tarde a 7 de la noche, en Historias Clasificadas se busca, se vende, se arrienda, se compra, se permuta la felicidad de los personajes involucrados en cada una de las historias.

## Estructura
Una primera secuencia de dos minutos presenta a los protagonistas y detona la historia, luego de lo cual se muestra un pantallazo con el aviso clasificado que sirve de premisa al capítulo. La trama se desarrolla en una estructura clásica de dos puntos de giro y clímax, para culminar con un nuevo aviso clasificado a manera de resolución en donde se expone las consecuencias de la historia.

## Historias
- La fan Number 1

Isabel es la fan número 1 de Bj, el ídolo juvenil del momento y haría cualquier cosa para poder estar cerca de él.
Por eso entra a participar junto con Mónica su mejor amiga en un concurso cuyo premio es viajar junto al ídolo en su próxima gira musical. Llegará el momento en que Isabela tendrá que escoger entre su amistad o cumplir su gran sueño. Después de perder a su mejor amiga, la decepción de Isabela es aún mayor cuando descubre que su ídolo no es más que un montaje comercial. Pero la sinceridad de Isabela sacará a relucir la verdadera personalidad de Bj, quien no es más que un muchacho que quiere jugar y enamorarse.
- El amigo del muerto

Salvador está cansado de ver que en los clasificados sólo aparecen trabajos mal pagados o que nadie quiere hacer, y los que son buenos piden demasiados requisitos.
Por eso ha decidido buscar su trabajo ideal en los obituarios, y por eso recorre las salas de velación haciéndose pasar por amigo del muerto, con la intención de investigar el trabajo que el difunto ha dejado vacante. Así entra a trabajar en “Hércules” Gimnasio y Spa, sin imaginar que será descubierto en su mentira por Norma, la antigua asistente del difunto. Pero esta en vez de denunciarlo, aprovecha para extorsionarlo y convertirlo en su esclavo personal, además de adueñarse de la mitad de su sueldo.
- Video familiar

Armando ha convertido a Gloria, su esposa, en una mujer sumisa y hecha a su medida, gracias a su carácter obsesivo y controlador. Pero se le viene un nuevo problema: las hormonas de su hija que ha dejado de ser una niña y ahora es toda una adolescente.
Luego de descubrirla dándose un beso en su cuarto con un adolescente, Armando en su afán controlador le regala a su hija un oso de Armando sigue todos los movimientos de su hija, o al menos eso es lo que cree, ya que el novio de la chica se las ha ingeniado para retransmitirle otras imágenes de su hija haciendo los deberes, mientras los dos jóvenes hacen de las suyas. Al final Armando descubrirá que su hija no está haciendo las cochinadas que se imagina, sino que está organizando una fiesta sorpresa de aniversario para sus padres. Pero la fiesta no servirá de mucho porque a través de la cámara Armando descubrirá la infidelidad de su esposa que termina por abandonarlo.
- Negro ni el teléfono

Brenda y Alfonso están pegados del techo con la noticia de que su hija Valeria se va a casar con Tomás, su novio, del que no saben absolutamente nada. Temiendo que sea un cazafortunas deciden invitar en secreto a la madre y a la hermana del prometido, al mismo tiempo que contratan un par de cocineras que encontraron en los clasificados.
Dos mujeres negras llegan a la residencia de Brenda y Alfonso y ambos asumen por el color de piel que se trata de las cocineras, cuando en realidad se trata de la familia de Tomás. Posteriormente llegan las dos cocineras que son tomadas como la familia del novio, pero en realidad son un par de ladronas que usan los clasificados para entrar en las residencias de gente rica e ingenua. Sus prejuicios llevaran a Brenda y a Alfonso no sólo a poner en peligro el matrimonio de su hija, sino también a perder sus posesiones más preciadas.
- El último día de mi vida

Rolando es un industrial que está a punto de morir y por eso ha dejado todos sus asuntos en orden para que su amada esposa Carola y su querido hijo Gildardo queden protegidos. Luego de descubrir a su esposa con su chofer, Rolando sufre una crisis que lo deja en coma.
Carola espera que su esposo muera antes que despertar de nuevo y cambiar el testamento. Elena, la enfermera personal de Rolando le recomienda a Carola que le hable a su esposo en coma y le dé motivos para regresar. Carola sigue el consejo pero en vez de darle motivos para vivir le cuenta que nunca lo ha amado, que le ha sido infiel y que Gildardo es hijo del chofer. Pero al contrario de lo que Carola espera, Rolando despierta más vital que nunca, aunque al parecer no recuerda nada de lo que su esposa le dijo mientras estaba en coma. Rolando vive ese día como si fuera su último día y al final muere. Su esposa y su hijos están convencidos de que van a recibir todo, pero se encuentran con la sorpresa de que ese último día de vida consiguió pruebas de la infidelidad de Carola y sobre la paternidad de Gildardo, y en la lectura del testamento los deja sin nada.

## Reseña
Con un tono ligero, cargado de humor y picante, Historias Clasificadas nos permite conocer en cada una de las diez miniseries que la conforman, los personajes y situaciones detrás de un curioso anuncio clasificado. Historias con protagonistas de carne y hueso, tan divertidas y disparatadas como puede ser la vida misma. El aviso clasificado será la introducción que le dará al público un pequeño abrebocas de la historia y luego de 5 capítulos repletos de divertidos enredos, veremos si lo prometido en dicho anuncio se vendió, fue permutado o si la oferta fue declinada. Un grupo de amigos se reúne después de años de no verse gracias a un sugestivo anuncio que promete mucho más que nostalgia, una paseadora de perros encuentra el amor y la fortuna luego de leer un clasificado y ser elegida por el agudo olfato de una perrita poodle acreedora de una millonaria herencia, un par de amigos publican la búsqueda de su exnovia para reencontrarla y corroborar cuál de los dos puede volver a conquistar su amor… Así son las Historias Clasificadas, divertidas e impredecibles.